# Корреа, Зезиньо
Зезиньо Корреа, артистическое имя Жозе Марии Нуньес Корреа (21 мая 1951, Карауари — 6 февраля 2021, Манаус) — бразильский певец, солист группы Carrapicho.

## Биография
Зезиньо родился в Карауари в глубине Амазонки. Актёрскую карьеру артист начал после прохождения стажировки в Рио-де-Жанейро. Зезиньо выступал в различных мюзиклах, пока не принял решение строить собственную певческую карьеру, и в середине 1980-х присоединился к группе Carrapicho вместе с музыкантами Роберто Боппом и Ниллом Крузом. В 1996 году группа «выстрелила» композицией «Tic, Tic Tac». Зезиньо Корреа принимал участие в сторонних музыкальных проектах. Среди наиболее заметных — мюзикл «Boi de Pano» во время оперного фестиваля в Амазонас в 2000 году; в 2001 году Корреа записывает сольный компакт-диск в Театре Амазонас, а в 2017 участвует в рождественском мюзикле «Ceci ea Estrela».

## Смерть
Зезиньо Корреа скончался 6 февраля 2021 года в Манаусе в возрасте 69 лет из-за осложнений COVID-19 во время пандемии этого заболевания в Бразилии.